# Magda Goebbels

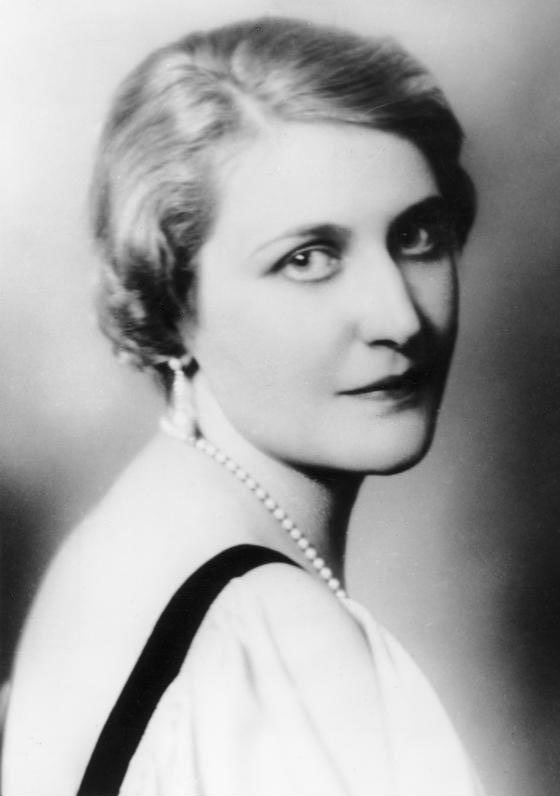
Magda Goebbels într-un portret din anul 1933

Johanna Maria Magdalena Goebbels sau Magda Goebbels (n. 11 noiembrie 1901, Berlin — d. 1 mai 1945, Berlin) a fost soția ministrului propagandei celui de-Al Treilea Reich, Joseph Goebbels. „Soția diavolului” cum a fost ea denumită de istoricii postbelici era inteligentă, cultă, sigură de sine, frumoasă, o apariție care atrăgea atenția. La sfârșitul celui de-Al Doilea Război Mondial, când Berlinul era înconjurat de trupele Armatei Roșii, Magda Goebbels își ucide cei șase copii iar apoi se sinucide, împreună cu soțul său.

## Copilăria și anii tinereții
Magda s-a născut în Berlin în anul 1901, mama ei Auguste Behrend fiind menajeră și necăsătorită la acea dată. Mai târziu în același an Auguste se căsătorește cu tatăl prezumtiv al fetei, inginerul Oskar Rietschel, de care divorțează în 1904, devenind ulterior soția comerciantului evreu Richard Friedländer.
La vârsta de 5 ani, Magda este trimisă tatălui ei în orașul Köln, iar de acolo pleacă împreună cu acesta la Bruxelles, fiind înscrisă la un foarte strict internat catolic pentru fete.
Mama cu noul ei soț se mută și ea la Bruxelles, Friedlander devenind tată adoptiv pentru Magda. Întreaga familie se reîntoarce în Germania la sfârșitul anului 1914, ei fiind nevoiți, după invazia germanilor în Belgia, să părăsească această țară. Tot în acest an, Auguste Behrend divorțează de deacum sărăcitul evreu R. Friedländer. În 1919 Magda este trimisă de către tatăl ei natural la un prestigios colegiu pentru fetele din familiile înstărite, la Holzhausen, lângă Goslar.

## Căsătoria cu Günther Quandt
În anul 1920, în timp ce se întorcea de la școală, Magda îl întâlnește în tren pe Günther Quandt, un bogat industriaș german în vârstă de 38 de ani, văduv și tată a doi baieți. Magda trece de la catolicism la protestantism  și pe 4 ianuarie 1921, la devine astfel, la doar 19 ani, doamna Quandt, fiind nevoită să facă față obligațiilor sociale la cel mai înalt nivel. După aproape 10 luni, anume la 1 noiembrie în același an, Magda naște primul ei copil, Harald care avea să fie mai târziu singurul ei urmaș care a supraviețuit după Al doilea război mondial.
Căsnicia celor doi nu avea însă să dureze prea mult, deoarece tânăra Magda se simțea de cele mai multe ori singură  , Quandt fiind un bărbat fără pretenții culturale și ocupat în cea mai mare parte a timpului de propriile afaceri. Într-o încercare de consolidare a căsniciei, pleacă împreună pentru șase luni într-un tur al Americii. La New York, Magda a fost atrasă de luxul petrecerilor din înalta societate, făcând o impresie deosebită asupra lui Herbert Hoover, nepotul președintelui american. Relația dintre soți nu s-a îmbunătățit și în anul 1929, cei doi au divorțat, Quandt asigurându-i Magdei în continuare un trai fără lipsuri și rămânând prieteni.
Proaspăt divorțată, Magda a refuzat cererea în căsătorie a lui Herbert Hoover, după ce acesta a venit special din America pentru ea.

## Căsătoria și căsnicia cu Joseph Goebbels

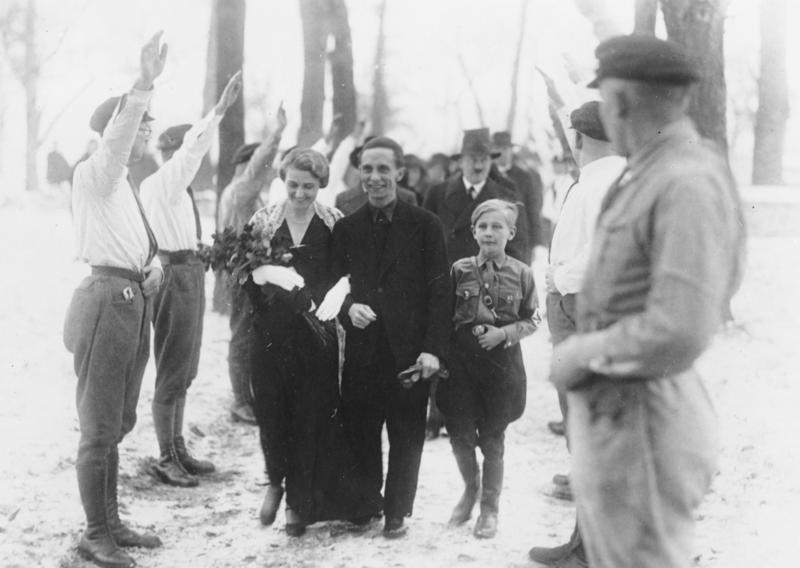
Căsătoria dintre Magda Quandt și Joseph Goebbels din 19 decembrie 1931, cu Adolf Hitler în spatele perechii

Tânără, blondă și cu o situație financiară bună fără a fi nevoită să muncească, Magda merge la sfatul unei prietene la o întâlnire a Partidului Național Socialist, de unde se întoarce impresionată de unul dintre vorbitori, Dr. Joseph Goebbels. Fascinată de oratoria și carisma lui Goebbels, Magda cumpară a doua zi cartea lui Adolf Hitler Mein Kampf (Lupta mea) și se alătură Partidului Național Socialist la 1 septembrie 1930. Se oferă voluntară în munca de partid deși nu a fost niciodată atrasă sau activă din punct de vedere politic. Este mutată apoi la “Secția presei externe“ a Ministerului Propagandei, unde își putea folosi cunoștințele de franceză, engleză și italiană. Aici vine în contact și îl cunoaște mai bine pe Joseph Goebbels.
Această întâlnire avea să fie fatală pentru Magda, care în anii următori va ajunge dependentă de oratorul Goebbels. Ei s-au logodit după puțin timp, Joseph care era șchiop și mic de statură având o constituție mai degrabă firavă fiind încântat de asocierea cu tânăra elegantă din înalta societate ce avea și o cultură bogată. Magda îl întâlnește și pe Adolf Hitler, cei doi fiind impresionați unul de celălalt și căsătoria cu Goebbels părea astfel aranjată.Există mai multe păreri ce susțin că între Hitler și Magda ar fi existat mai mult decât o prietenie platonică, dar se pare totuși că pe cei doi i-a legat în primul rând o profundă admirație și un respect reciproc.

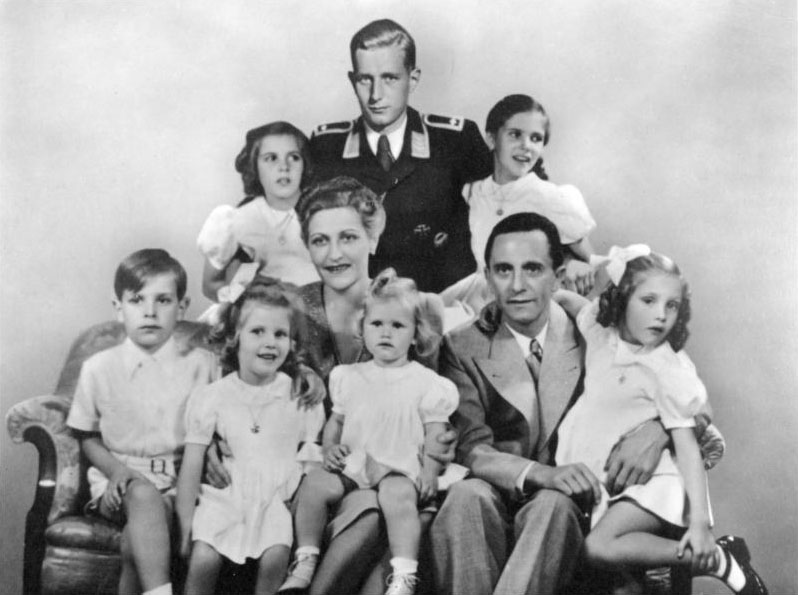
Familia Goebbels la 29 octombrie 1942 :(rândul din spate) Hilde, Harald Quandt și Helga, (rândul din față) Helmut, Holde, Magda, Heide, Joseph și Hedda.

Căsătoria Magdei cu Goebbels a avut loc la 19 decembrie 1931, Hitler însuși fiind unul dintre martori. În urma acestei căsnicii au rezultat șase copii:
- Helga Susanne
- Hildegard "Hilde" Traudel
- Helmut Christian
- Hedwig "Hedda" Johanna
- Holdine "Holde" Kathrin
- Heidrun "Heide" Elisabeth

Deoarece Hitler nu era căsătorit și nici nu avea intenția să se căsătorească, jumătate din voturile primite de el venind din partea femeilor, Magda și-a câștigat titlul de “prima doamnă a celui de-Al Treilea Reich”. Familia Goebbels era prezentată publicului ca pe un model ce trebuia copiat. Magda devine prin căsătoria ei cu unul dintre cei mai importanți și vizibili membri ai Partidului Nazist imaginea soției și a mamei germane perfecte. Magda era fascinată de Hitler și încântată de admirația lui, succes care-i asigură o ascensiune colosală în cercurile înalte. Casa familiei Goebbels devine în curând unul dintre locurile de întâlnire pentru mai mulți membri ai NSDAP –ului, mai ales după ce Goebbels este numit minstru al propagandei (1933).
Căsătoria soților Goebbels a fost o reușită doar pentru câțiva ani. Încă din anul 1934, Joseph Goebbels a început să se întâlnească cu alte femei, Magda tolerându-i pentru început infidelitățile. Cea mai cunoscută dintre aventurile lui a fost cea cu tânăra actriță cehă Lída Baarová, Goebbels fiind decis să renunțe la familie și la funcția sa, dorind să rămână doar simplu membru în cadrul Partidului Nazist. Magda are o întrevedere cu Hitler în care îi cere acestuia permisiunea de a divorța. Führer-ul supărat de imoralitatea lui Goebbels îi ordonă acestuia să-și încheie aventura cu actrița.Ca urmare, Lída Baarová este trimisă în Cehoslovacia, iar filmele ei sunt interzise în 
Germania. Soții semnează un “contract de reconciliere”, iar în 1940 se naște ultimul lor copil.
Au existat de asemenea zvonuri și în legătură cu infidelități de-ale Magdei, una dintre ele fiind se pare cu Karl Hanke secretar de stat în Ministerul Propagandei.

## Anii războiului

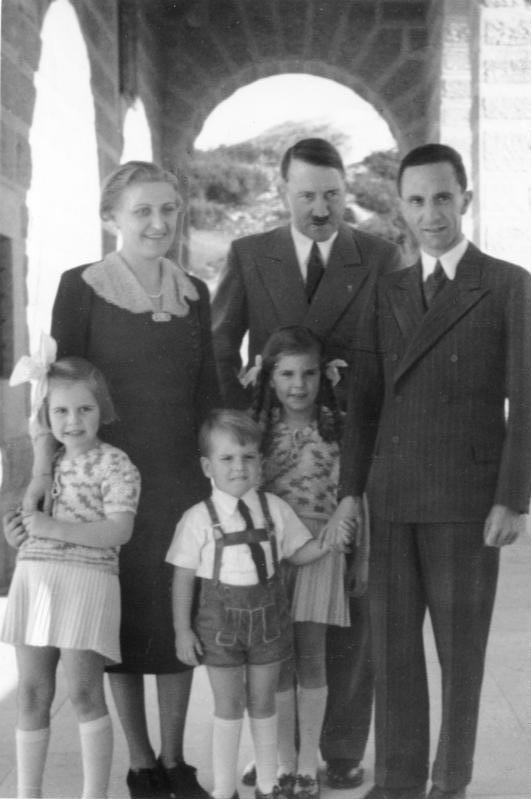
Familia Goebbels împreună cu Adolf Hitler în anul 1938

Atât Magda cât și Joseph Goebbels au câștigat numeroase beneficii și o importantă poziție socială ca urmare a legăturii lor strânse cu Hitler. În saloanele reședinței familiei Goebbels, la Berlin, au avut loc recepții pentru conducători de state și personalități ale vieții culturale internaționale. Cei doi au rămas loiali Führer-ului pe tot parcursul vieții lor, fiind printre cei mai înfocați susținători ai ideologiei național-socialiste. După ce războiul a început să ia o întorsătură nefavorabilă pentru Germania nazistă, lucrurile mergând din ce în ce mai rău pe frontul de est, Magda a început să-și exprime în particular unele îndoieli asupra victoriei finale a naziștilor. Pe 9 noiembrie 1942, în timp ce asculta împreună cu câțiva prieteni la radio discursul lui Hitler, Magda a închis aparatul spunând: ”Dumnezeule ce adunătură de prostii!”,  iar în 1944 s-a plâns apropiaților de faptul că Hitler și-ar fi pierdut judecata, ajungând să-i creadă numai pe aceia ce-i spun ce vrea el să audă.
Magda avea o fire puțin sensibilă la suferințele altora, socotind mila o slăbiciune și plânsul inadmisibil. Persecutarea și exterminarea evreilor precum și nenorocirile războiului o lăsau rece, acceptându-le cu o oarecare indiferență. Nu există nici o dovadă a faptului că Magda ar fi intervenit pentru salvarea de la deportare a fostului ei tată vitreg, Friedländer, acesta fiind cel mai probabil ucis în lagărele de concentrare naziste.
La începutul războiului Magda se implică cu entuziasm în ampla campanie de propagandă a soțului său. Pe lângă obligațiile oficiale, ea se întâlnea și cu soțiile reprezentanților străini sau cu vaduvele de război. Primul ei copil, Harald Quandt, pilot în aviația germană a luptat pe front, în timp ce acasă, Magda încerca să-și mențină imaginea de mamă patriotică urmând cursurile Crucii Roșii și lucrând pentru compania germană de telefonie, Telefunken. Ea a insistat chiar să circule cu autobusul, ca și ceilalți colegi de serviciu. Spre sfârșitul războiului însă, Magda începe să sufere de depresii, fiind diagnosticată și cu o afecțiune a nervilor.

## Sinuciderea
La sfârșitul lunii aprilie 1945 trupele Armatei Roșii erau deja la periferia Berlinului și familia Goebbels se muta împreună cu toți cei șase copii în buncărul de sub Cancelaria Reichului. Pe fondul apropierii trupelor rusești de centrul orașului, Hitler și proaspăta sa mireasă Eva Braun se sinucid în după-amiaza zilei de 30 aprilie. Câțiva martori susțin că Magda, afectată de dorința lui Hitler de a-și pune capăt zilelor, a încercat în ultimul moment să-l facă să se răzgândească,dar acest lucru rămâne totuși disputat.
Moartea lui Hitler și apropierea trupelor rusești, identificarea buncărului fiind doar o chestiune de timp, le oferă celor rămași puține alternative. Magda Goebbels prinsă în mijlocul naziștilor și identificându-se cu regimul pe care îl servise nu iși putea imagina să trăiască în afara lui. Despre această lume, ea spunea că „ceea ce îi va urma nu merită a fi trăit!“. Captivată la început de propaganda nazistă și de liderii ei carismatici, Magda și-a legat numele de crimele naziștilor, iar spre final când și-a dat seama de gravitatea situației era prea târziu pentru că nu mai era posibil nici un drum de întoarcere. 
La sfârșitul războiului, Goebbels se decide să urmeze exemplul lui Hitler și să se sinucidă împreună cu întreaga sa familie.Magda îi scrie fiului ei aflat în nordul Africii o scrisoare de rămas bun în care încearcă să-și justifice gestul. În ultimul său testament dictat secretarei Traudl Junge, Joseph Goebbels spune că în decizia sa de a nu părăsi Berlinul a fost susținut de soția sa și de copii, aceștia fiind de acord să moară în buncăr. Ulterior a adăugat că aceștia ar fi acceptat idea morții dacă ar fi fost suficienți de mari.
A doua zi, pe 1 mai 1945, cei șase copii ai familiei Goebbels au fost drogați cu morfină și apoi uciși cu capsule de cianură sparte în gură. Mărturiile diferă în legătură cu implicarea Magdei în uciderea proprilor copii. Unii supraviețuitori ai buncărului susțin că doctorul SS Ludwig Stumpfegger a fost cel care le-a administrat cianura copiilor, dar cum nu au rămas în viață nici unul dintre martorii evenimentului nu se poate ști cu certitudine cum s-a întâmplat. O'Donnell a fost de părere că deși doctorul Stumpfegger a fost implicat în drogarea micuților, Magda a fost cea care le-a administrat doza letală.
Încă înainte de a se retrage cu familia în buncărul Führer-ului, hotărârea de a-și lua viața și de a-și omorî copiii fusese luată. Magda se pare că a vorbit înainte cu cel puțin o lună de uciderea copiilor dacă războiul se va dovedi a fi complet pierdut. Au existat anumite persoane din anturajul familiei care au încercat să o convingă să cruțe viața micuților, oferindu-se să aibă grijă de ei. Magda însă a refuzat spunând că aceștia au fost crescuți pentru a trăi în Al Treilea Reich și dacă acesta nu mai există ei nu mai au pentru ce să trăiască. Au existat și unele zvonuri cu privire la faptul că fetița cea mai mare, Helga și-a dat seama de intenția mamei opunând rezistență în timpul administrării morfinei. Trupurile copiilor, toți imbrăcați în alb, au fost găsite în buncăr în paturile în care au fost uciși, a doua zi de către trupele rusești. 
Dupa moartea copiilor, Magda și Joseph s-au întreținut pentru cateva momente cu cei ramași în buncăr și in jurul orei opt seara au ieșit afară urcând sus în grădina Cancelariei. Unele surse au afirmat că ea tremura incontrolabil și era palidă la față. Detaliile sinuciderii rămân neclare, existând mai multe versiuni. Un ofițer SS afirma mai târziu că amândoi au luat cianură și au fost apoi impușcați de către soldații SS. O altă versiune este aceea că Joseph a împușcat-o pe Magda și apoi s-a sinucis, idee prezentă și în filmul Căderea-Ultimele zile ale lui Hitler (germană Der Untergang, engleză The Downfall). Trupurile lor au fost stropite cu petrol, dar din cauza dificultății cu care se găsea petrolul la acea dată acestea au fost doar parțial arse, soții nefiind îngropați. A doua zi, soldații ruși au gasit cadavrele și poze cu figura lui Goebbels carbonizată au fost intens publicate. Rămășițele întregii familii au fost mai târziu îngropate în secret de către sovietici, iar în luna aprilie a anului 1970 dezhumate și incinerate, cenușa lor fiind împrăștiată în râul Elba .

## Citate
- "Nu există nici o altă soluție ... Nu-mi pot imagina că viața ar fi posibilă pentru copii după moartea Führer-ului." vorbind despre posibilitatea uciderii copiilor ei după spusele lui Traudl Junge
- "N-am văzut niciodată o femeie cu asemenea ochi, reci ca gheața." François-Poncet, ambasadorul Franței în Germania, în 1932, la un bal al „Asociației femeilor germane din străinatate“